# Championnats du monde de tir 1902
Navigation
Édition précédente Édition suivante
La quatrième édition des championnats du monde de tir (en italien Quarta Gara Generale in tiro a segno) a eu lieu à Rome, en Italie, en 1902. Le coup d'envoi fut donné le 18 mai 1902, au champ de tir de Franesina, situé au Nord de Rome, en présence des autorités et des nombreuses délégations de Sociétés de tir d'Italie et de l'étranger. Giuseppe Zanardelli, Président du Conseil italien, prononce un discours très applaudi évoquant la fraternité des nations.
Parmi les lauréats, l'incontournable suisse Konrad Stäheli (1866-1931), le docteur Maurice Larrouy (1872-après 1933), sacré champion olympique de tir au revolver à 20 mètres aux Jeux olympiques d'été de 1900 à Paris, et le comte Raoul de Boigne (1862- 1949) colonel de l'armée française, qui repart avec le 3e Prix à l'arme libre.